# Saurodactylus brosseti
Espèce
Synonymes
- Saurodactylus mauritanicus brosseti Bons & Pasteur, 1957

Statut de conservation UICN

 LC  : Préoccupation mineure
Saurodactylus brosseti est une espèce de geckos de la famille des Sphaerodactylidae.

## Répartition
Cette espèce est endémique de l'Ouest du Maroc.

## Étymologie
Cette espèce est nommée en l'honneur d'André Brosset (1926–2004).

## Publication originale
- Bons & Pasteur, 1957 : Nouvelles remarques sur les saurodactyles, avec description de Saurodactylus mauritanicus brosseti n. subsp.. Bulletin de la Société des Sciences Naturelles et Physiques du Maroc, vol. 37, p. 175-195.